# Solanum dulcamara
Solanum dulcamara là loài thực vật có hoa trong họ Cà. Loài này được L. miêu tả khoa học đầu tiên năm 1753.